# Kvalifikace na Mistrovství světa ve fotbale 2014 (UEFA) – skupina C
Skupina C kvalifikace na Mistrovství světa ve fotbale 2014 byla jednou z 9 evropských kvalifikačních skupin na tento šampionát. Postup na závěrečný turnaj si zajistil vítěz skupiny. Osm nejlepších týmů na druhých místech ze všech skupin hrálo baráž, zatímco nejhorší tým na druhých místech přímo vypadl.

## Tabulka
| Tým             | Z  | V | R | P | VG | IG | +/- | B  |
| --------------- | -- | - | - | - | -- | -- | --- | -- |
| Německo         | 10 | 9 | 1 | 0 | 36 | 10 | +26 | 28 |
| Švédsko         | 10 | 6 | 2 | 2 | 19 | 14 | +5  | 20 |
| Rakousko        | 10 | 5 | 2 | 3 | 20 | 10 | +10 | 17 |
| Irsko           | 10 | 4 | 2 | 4 | 16 | 17 | -1  | 14 |
| Kazachstán      | 10 | 1 | 2 | 7 | 6  | 21 | -15 | 5  |
| Faerské ostrovy | 10 | 0 | 1 | 9 | 4  | 29 | -25 | 1  |

- Německo postoupilo na Mistrovství světa ve fotbale 2014.[1]
- Švédsko postoupilo do evropské baráže.

## Zápasy
Rozpis zápasů byl dohodnut na setkání zástupců účastníků této skupiny ve Frankfurtu nad Mohanem ve dnech 17. a 18. listopadu 2011. Po připomínkách ze strany FIFA byl později rozpis mírně upraven.
| 7. září 2012 22:00 UTC+6 |        |                            |                                     |
| Kazachstán               | 1 – 2  | Irsko                      | Astana Arena, Astana diváci: 12 384 |
| Nurdauletov 37'          | Report | Keane 89' (pen.) Doyle 90' | Astana Arena, Astana diváci: 12 384 |

| 7. září 2012 20:45 UTC+2 |        |                 |                                    |
| Německo                  | 3 – 0  | Faerské ostrovy | AWD-Arena, Hannover diváci: 32 769 |
| Götze 28' Özil 54', 72'  | Report |                 | AWD-Arena, Hannover diváci: 32 769 |

| 11. září 2012 20:30 UTC+2 |        |                          |                                            |
| Rakousko                  | 1 – 2  | Německo                  | Ernst-Happel-Stadion, Vídeň diváci: 47 000 |
| Junuzović 57'             | Report | Reus 44' Özil 52' (pen.) | Ernst-Happel-Stadion, Vídeň diváci: 47 000 |

| 11. září 2012 20:30 UTC+2 |        |            |                                        |
| Švédsko                   | 2 – 0  | Kazachstán | Swedbank Stadion, Malmö diváci: 20 414 |
| Elm 37' Berg 90+4'        | Report |            | Swedbank Stadion, Malmö diváci: 20 414 |

| 12. října 2012 22:00 UTC+6 |        |          |                                     |
| Kazachstán                 | 0 – 0  | Rakousko | Astana Arena, Astana diváci: 12 900 |
|                            | Report |          | Astana Arena, Astana diváci: 12 900 |

| 12. října 2012 17:00 UTC+1 |        |                                |                                    |
| Faerské ostrovy            | 1 – 2  | Švédsko                        | Tórsvøllur, Tórshavn diváci: 5 079 |
| Baldvinsson 57'            | Report | Kačaniklić 65' Ibrahimović 75' | Tórsvøllur, Tórshavn diváci: 5 079 |

| 12. října 2012 19:45 UTC+1 |        |                                                        |                                      |
| Irsko                      | 1 – 6  | Německo                                                | Aviva Stadium, Dublin diváci: 49 850 |
| Keogh 90+2'                | Report | Reus 32', 40' Özil 55' (pen.) Klose 58' Kroos 61', 83' | Aviva Stadium, Dublin diváci: 49 850 |

| 16. října 2012 20:35 UTC+2            |        |            |                                            |
| Rakousko                              | 4 – 0  | Kazachstán | Ernst-Happel-Stadion, Vídeň diváci: 43 000 |
| Janko 24', 63' Alaba 71' Harnik 90+3' | Report |            | Ernst-Happel-Stadion, Vídeň diváci: 43 000 |

| 16. října 2012 20:45 UTC+2             |        |                                                   |                                           |
| Německo                                | 4 – 4  | Švédsko                                           | Olympijský stadion, Berlín diváci: 72 369 |
| Klose 8', 15' Mertesacker 39' Özil 56' | Report | Ibrahimović 62' Lustig 64' Elmander 76' Elm 90+3' | Olympijský stadion, Berlín diváci: 72 369 |

| 16. října 2012 19:00 UTC+1 |        |                                                        |                                    |
| Faerské ostrovy            | 1 – 4  | Irsko                                                  | Tórsvøllur, Tórshavn diváci: 4 300 |
| A. Hansen 68'              | Report | Wilson 46' Walters 53' Justinussen 73' (vl.) O'Dea 88' | Tórsvøllur, Tórshavn diváci: 4 300 |

| 23. března 2013 00:00 UTC+6 |        |                                         |                                     |
| Kazachstán                  | 0 – 3  | Německo                                 | Astana Arena, Astana diváci: 30 000 |
|                             | Report | Schweinsteiger 20' Götze 22' Müller 74' | Astana Arena, Astana diváci: 30 000 |

| 22. března 2013 20:30 UTC+1                                       |        |                 |                                            |
| Rakousko                                                          | 6 – 0  | Faerské ostrovy | Ernst-Happel-Stadion, Vídeň diváci: 24 200 |
| Hosiner 8', 20' Ivanschitz 28' Junuzović 77' Alaba 78' Garics 82' | Report |                 | Ernst-Happel-Stadion, Vídeň diváci: 24 200 |

| 22. března 2013 20:45 UTC+1 |        |       |                                     |
| Švédsko                     | 0 – 0  | Irsko | Friends Arena, Solna diváci: 49 436 |
|                             | Report |       | Friends Arena, Solna diváci: 49 436 |

| 26. března 2013 20:45 UTC+1          |        |                |                                          |
| Německo                              | 4 – 1  | Kazachstán     | Frankenstadion, Norimberk diváci: 43 520 |
| Reus 23', 90' Götze 27' Gündoğan 32' | Report | Schmidtgal 46' | Frankenstadion, Norimberk diváci: 43 520 |

| 26. března 2013 19:45 UTC±0 |        |                        |                                      |
| Irsko                       | 2 – 2  | Rakousko               | Aviva Stadium, Dublin diváci: 35 100 |
| Walters 25' (pen.), 45+1'   | Report | Harnik 11' Alaba 90+2' | Aviva Stadium, Dublin diváci: 35 100 |

| 7. června 2013 20:45 UTC+2 |        |              |                                            |
| Rakousko                   | 2 – 1  | Švédsko      | Ernst-Happel-Stadion, Vídeň diváci: 48 000 |
| Alaba 26' (pen.) Janko 32' | Report | Elmander 82' | Ernst-Happel-Stadion, Vídeň diváci: 48 000 |

| 7. června 2013 19:45 UTC+1 |        |                 |                                      |
| Irsko                      | 3 – 0  | Faerské ostrovy | Aviva Stadium, Dublin diváci: 19 000 |
| Keane 5', 56', 81'         | Report |                 | Aviva Stadium, Dublin diváci: 19 000 |

| 11. června 2013 19:15 UTC+2 |        |                 |                                     |
| Švédsko                     | 2 – 0  | Faerské ostrovy | Friends Arena, Solna diváci: 32 858 |
| Ibrahimović 35', 82' (pen.) | Report |                 | Friends Arena, Solna diváci: 32 858 |

| 6. září 2013 21:00 UTC+6              |        |                 |                                    |
| Kazachstán                            | 2 – 1  | Faerské ostrovy | Astana Arena, Astana diváci: 7 000 |
| Nurdauletov 50' (pen.) Finončenko 64' | Report | Benjaminsen 23' | Astana Arena, Astana diváci: 7 000 |

| 6. září 2013 20:45 UTC+2       |        |          |                                       |
| Německo                        | 3 – 0  | Rakousko | Allianz Arena, Mnichov diváci: 68 000 |
| Klose 33' Kroos 51' Müller 88' | Report |          | Allianz Arena, Mnichov diváci: 68 000 |

| 6. září 2013 19:45 UTC+1 |        |                           |                                      |
| Irsko                    | 1 – 2  | Švédsko                   | Aviva Stadium, Dublin diváci: 49 500 |
| Keane 22'                | Report | Elmander 33' Svensson 57' | Aviva Stadium, Dublin diváci: 49 500 |

| 10. září 2013 22:00 UTC+6 |        |                |                                     |
| Kazachstán                | 0 – 1  | Švédsko        | Astana Arena, Astana diváci: 20 000 |
|                           | Report | Ibrahimović 1' | Astana Arena, Astana diváci: 20 000 |

| 10. září 2013 20:45 UTC+2 |        |       |                                            |
| Rakousko                  | 1 – 0  | Irsko | Ernst-Happel-Stadion, Vídeň diváci: 48 500 |
| Alaba 84'                 | Report |       | Ernst-Happel-Stadion, Vídeň diváci: 48 500 |

| 10. září 2013 19:45 UTC+1 |        |                                            |                                    |
| Faerské ostrovy           | 0 – 3  | Německo                                    | Tórsvøllur, Tórshavn diváci: 4 100 |
|                           | Report | Mertesacker 23' Özil 74' (pen.) Müller 84' | Tórsvøllur, Tórshavn diváci: 4 100 |

| 11. října 2013 20:45 UTC+2          |        |       |                                            |
| Německo                             | 3 – 0  | Irsko | Köln Arena, Kolín nad Rýnem diváci: 46 237 |
| Khedira 12' Schürrle 58' Özil 90+2' | Report |       | Köln Arena, Kolín nad Rýnem diváci: 46 237 |

| 11. října 2013 20:45 UTC+2 |        |            |                                     |
| Švédsko                    | 2 – 1  | Rakousko   | Friends Arena, Solna diváci: 49 416 |
| Olsson 56' Ibrahimović 86' | Report | Harnik 29' | Friends Arena, Solna diváci: 49 416 |

| 11. října 2013 18:00 UTC+1 |        |                |                                    |
| Faerské ostrovy            | 1 – 1  | Kazachstán     | Tórsvøllur, Tórshavn diváci: 1 870 |
| Hansson 41'                | Report | Finončenko 55' | Tórsvøllur, Tórshavn diváci: 1 870 |

| 15. října 2013 20:45 UTC+2   |        |                                           |                                     |
| Švédsko                      | 3 – 5  | Německo                                   | Friends Arena, Solna diváci: 49 251 |
| Hysén 6', 69' Kačaniklić 42' | Report | Özil 45' Götze 53' Schürrle 57', 66', 76' | Friends Arena, Solna diváci: 49 251 |

| 15. října 2013 19:45 UTC+1 |        |                                           |                                    |
| Faerské ostrovy            | 0 – 3  | Rakousko                                  | Tórsvøllur, Tórshavn diváci: 3 100 |
|                            | Report | Ivanschitz 16' Prödl 64' Alaba 67' (pen.) | Tórsvøllur, Tórshavn diváci: 3 100 |

| 15. října 2013 19:45 UTC+1                  |        |            |                                      |
| Irsko                                       | 3 – 1  | Kazachstán | Aviva Stadium, Dublin diváci: 21 700 |
| Keane 17' (pen.) O'Shea 26' Šomko 77' (vl.) | Report | Šomko 13'  | Aviva Stadium, Dublin diváci: 21 700 |